# Адванс (Мічиган)
Адванс (англ. Advance) — переписна місцевість (CDP) в США, в окрузі Шарлевуа штату Мічиган. Населення — 340 осіб (2020).

## Географія
Адванс розташований за координатами 45°13′2″ пн. ш. 85°4′49″ зх. д. / 45.21722° пн. ш. 85.08028° зх. д. (45.217360, -85.080342).  За даними Бюро перепису населення США в 2010 році переписна місцевість мала площу 7,12 км², з яких 7,04 км² — суходіл та 0,07 км² — водойми.

## Демографія
Згідно з переписом 2010 року, у переписній місцевості мешкало 328 осіб у 160 домогосподарствах у складі 119 родин. Густота населення становила 46 осіб/км².  Було 253 помешкання (36/км²).
Расовий склад населення:
| - 98,5 % — білих - 0,9 % — корінних американців - 0,3 % — азіатів |

До двох чи більше рас належало 0,3 %. Частка іспаномовних становила 0,0 % від усіх жителів.
За віковим діапазоном населення розподілялося таким чином: 12,2 % — особи молодші 18 років, 54,3 % — особи у віці 18—64 років, 33,5 % — особи у віці 65 років та старші. Медіана віку мешканця становила 57,6 року. На 100 осіб жіночої статі у переписній місцевості припадало 91,8 чоловіків;  на 100 жінок у віці від 18 років та старших — 95,9 чоловіків також старших 18 років.
Середній дохід на одне домашнє господарство  становив 63 801 долар США (медіана — 65 179), а середній дохід на одну сім'ю — 79 137 доларів (медіана — 83 333). За межею бідності перебувало 2,2 % осіб, у тому числі 0,0 % дітей у віці до 18 років та 0,0 % осіб у віці 65 років та старших.
Цивільне працевлаштоване населення становило 120 осіб. Основні галузі зайнятості: мистецтво, розваги та відпочинок — 30,0 %, освіта, охорона здоров'я та соціальна допомога — 23,3 %, будівництво — 15,0 %, роздрібна торгівля — 10,8 %.